# Piotr Wysocki (wojskowy)

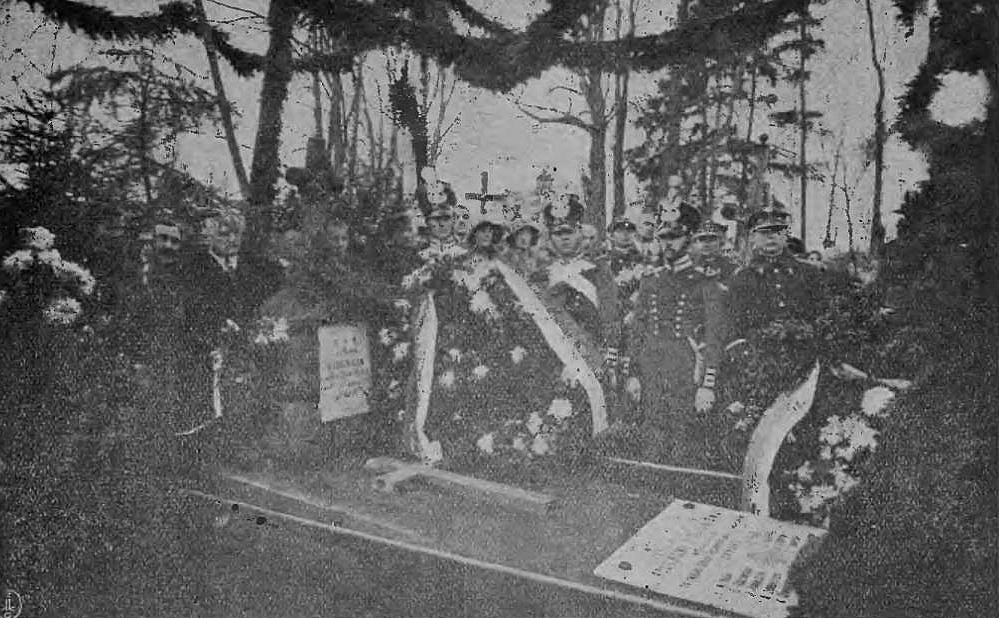
Uroczystości przed grobem Piotra Wysockiego w Warce przed 1933

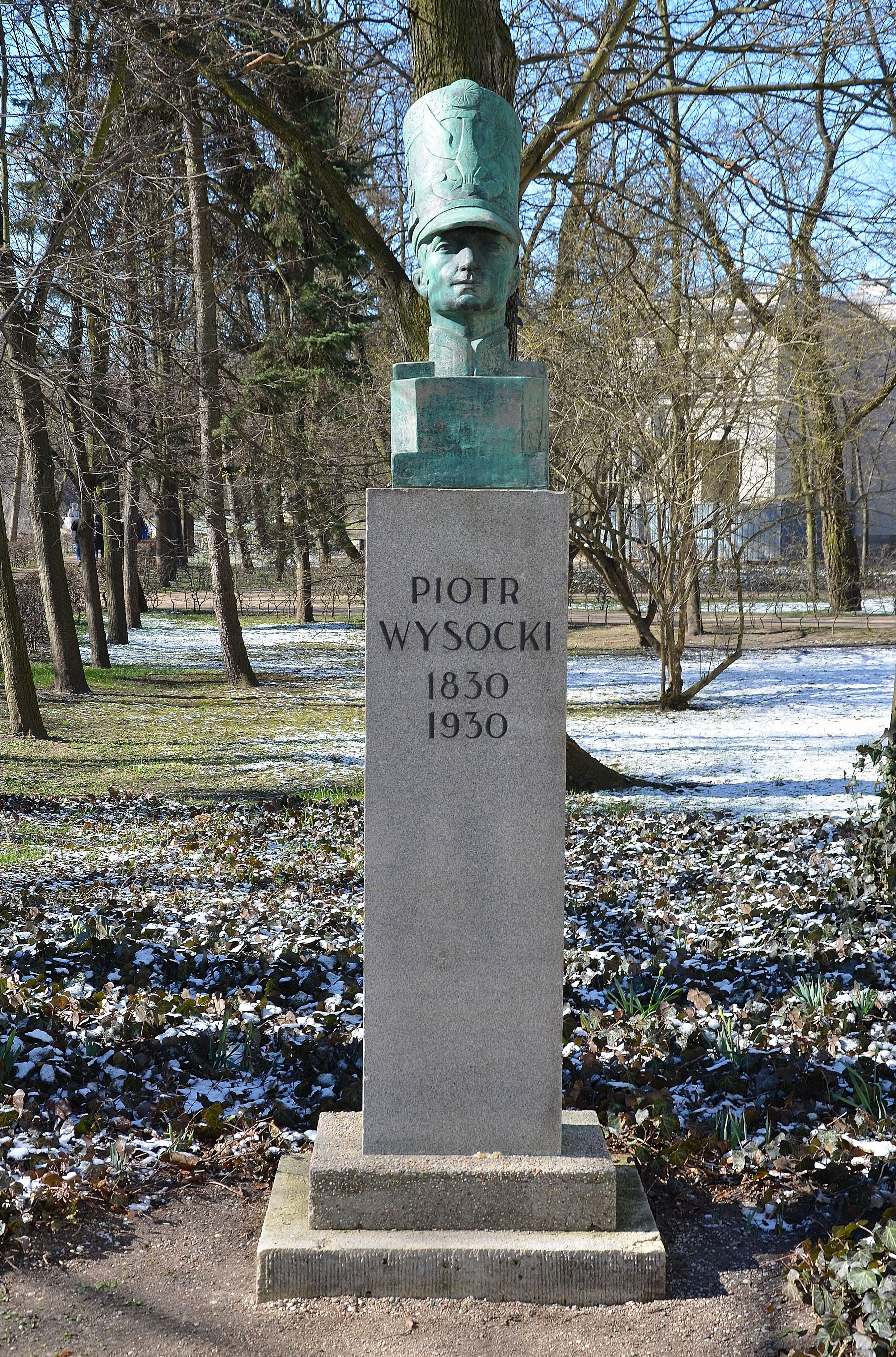
Popiersie Piotra Wysockiego dłuta Aleksandra Żurakowskiego z 1926, od 1980 znajdujące się w warszawskich Łazienkach przy Podchorążówce

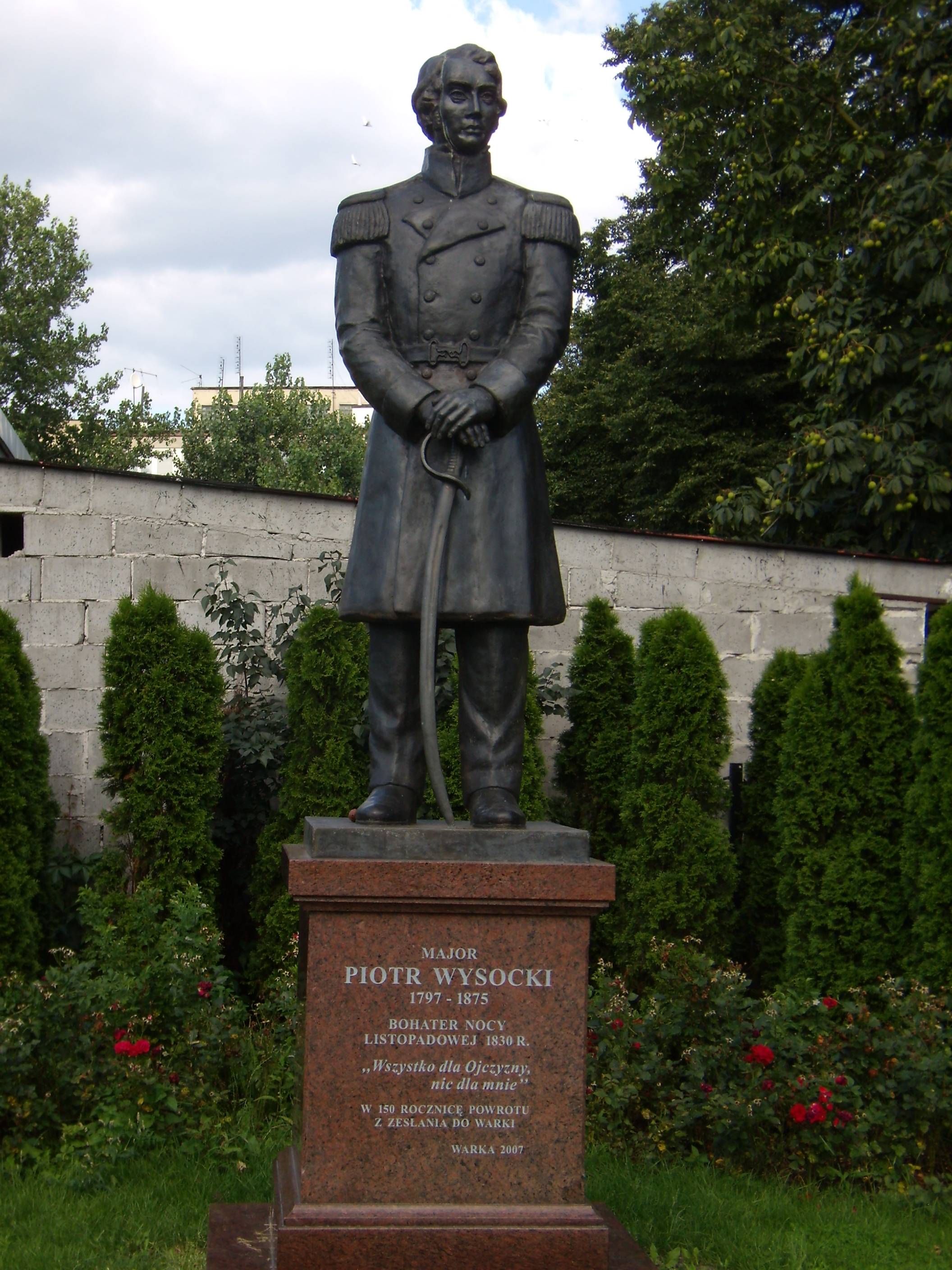
Pomnik Piotra Wysockiego w Warce odsłonięty 29 listopada 2007 w 150 rocznicę powrotu z zesłania

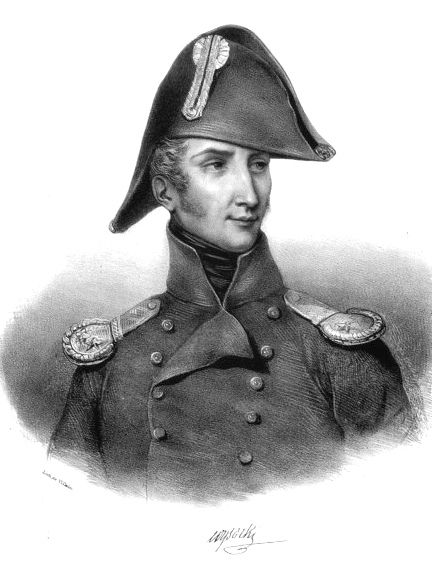
Popularny, „tradycyjny”, lecz imaginacyjny – nieprawdziwy, wizerunek Piotra Wysockiego według sztychu francuskiego – litografia François Le Villaina

Piotr Jacek Wysocki (ur. 10 września 1797 w Winiarach, zm. 6 stycznia 1875 w Warce) – pułkownik Wojska Polskiego, inicjator powstania listopadowego, działacz niepodległościowy, przywódca sprzysiężenia podchorążych, które doprowadziło do wybuchu powstania listopadowego (29 listopada 1830), zesłaniec. 3 marca 1831 roku został odznaczony Krzyżem Złotym Orderu Virtuti Militari (numer krzyża 1)

## Młodość
Pochodził z rodziny szlacheckiej pieczętującej się herbem Odrowąż, wywodzącej się z Chociwia Wielkiego. Był jednym z czterech synów Jana i Katarzyny z Brzumińskich. W młodości kształcił się w Warszawie; najpierw w szkole pijarskiej, a następnie, od roku 1824, jako kadet w Szkole Podchorążych Piechoty (do maja 1827). Służba w 4 pułku grenadierów, stosunki panujące w polskiej armii, zwierzchność cara i ciężkie warunki służby wpłynęły na poglądy Wysockiego, zbliżając go do kół patriotycznych.
Gdy w roku 1827 został instruktorem musztry w Szkole Podchorążych, energicznie zabrał się do stworzenia i działań wewnątrz tajnego związku niepodległościowego, zwanego potocznie Sprzysiężeniem Wysockiego.

## Powstanie listopadowe
Wieczorem 29 listopada 1830 roku poderwał do powstania podchorążych, wchodząc do Szkoły Podchorążych, przerywając zajęcia z taktyki – wygłaszając mowę: „Polacy! Wybiła godzina zemsty. Dziś umrzeć lub zwyciężyć potrzeba! Idźmy, a piersi wasze niech będą Termopilami dla wrogów.
Po wybuchu powstania został mianowany kapitanem, w powstaniu dosłużył się stopnia pułkownika, był adiutantem naczelnego wodza Michała Radziwiłła. Uczestniczył w bitwach: pod Wawrem, pod Grochowem, pod Dobrem i pod Okuniewem. Brał także udział w wyprawie generała Józefa Dwernickiego na Wołyń, przeszedł granicę austriacką, ale uniknął internowania i przedostał się z powrotem do kraju. We wrześniu 1831 roku, będąc dowódcą 10 pułku piechoty liniowej, został ranny podczas walk w obronie reduty nr 56 na warszawskiej Woli i 6 września 1831 roku dostał się do niewoli rosyjskiej.

## Zesłanie
Więziony był w Bobrujsku, w twierdzy zamojskiej, w osławionym więzieniu w pokarmelitańskim klasztorze w Warszawie na Lesznie. Dwukrotnie (29 października 1831 i 29 listopada 1833 roku) został skazany na karę śmierci przez powieszenie, lecz ukaz carski zamienił wyrok na 20 lat ciężkich robót na Syberii. Miejscem zesłania była początkowo wieś Aleksandrowsk pod Irkuckiem. Podczas próby ucieczki został schwytany i skazany na karę tysiąca lub półtora tysiąca kijów niemal równoznaczną z karą śmierci. Po informacji o wykonaniu tej kary w niektórych kręgach emigracji polskiej uznawano Wysockiego za zmarłego, a jednak przeżył i karnie przeniesiono go na katorgę do kopalni miedzi w Akatui, w kolonii katorżniczej w Nerczyńsku, gdzie pracował przykuty przez dwa lata do taczki. Po trzech latach, na przełomie 1842 i 1843 roku, pozwolono mu na „wolne” osiedlenie się w mieście Akatuja. Osiadł w niewielkim domku w Zakrajce pod Akatują, gdzie niebawem otworzył firmę pod nazwą „P.W. Akatuja”, która zajmowała się wytwarzaniem mydła, dostarczanego nawet do odległych zakątków Syberii. Trudnił się także uprawą roli. Uzyskany dochód pozwalał mu na materialne wspieranie towarzyszy niedoli. Każdego roku, 29 listopada, w domu Wysockiego zbierali się przymusowi osiedleńcy polscy, przybywając niejednokrotnie z dalekich stron, aby wspominać rocznicę powstania. Na początku lat pięćdziesiątych XIX w. zezwolono mu na przeniesienie się do Czyty. Na mocy amnestii carskiej 24 lipca 1857 roku otrzymał zgodę na powrót do kraju, z tym jednak zastrzeżeniem, że miał się trzymać z dala od Warszawy.

## Pobyt w Warce
15 października?/27 października 1857 roku wrócił z zesłania. Zamieszkał w podarowanym mu przez społeczeństwo domu tzw. na wójtostwie w Warce przy ul. Wójtowskiej 24 – obecnie pomnik. Poświęcił się pracy historycznej. W Paryżu (1867) ukazał się jego pamiętnik. Zorganizował przeniesienie domniemanych zwłok księcia Trojdena I i Ziemowita z kościoła podominikańskiego do kościoła pw. MB Szkaplerznej (pofranciszkański), fundując pamiątkową tablicę. Zmarł w Warce 6 stycznia 1875 roku jako bohater narodowy, pochowany został na miejscowym cmentarzu. Jego pogrzeb stał się wielką narodową manifestacją. Na płycie nagrobnej wyryto napis: „Wszystko dla ojczyzny – nic dla mnie”.

## Pamiętnik Piotra Wysockiego
Wysocki jest autorem Pamiętnika Piotra Wysockiego o powstaniu 29 listopada 1830 roku. Pamiętnik opisuje wydarzenia Nocy Listopadowej, został napisany w Warszawie 9 grudnia 1830 roku. Wydanie paryskie ukazało się w 1867 roku wraz z komentarzem Leonarda Rettla i fragmentem wspomnień Agatona Gillera. Wydanie polskie z 2006 jest wiernym przedrukiem tekstu wydania paryskiego z 1867 roku. Istniały prace Piotra Wysockiego niepublikowane, o których wspomina Aleksander Kraushar.

## Postać Piotra Wysockiego w literaturze i sztuce
Piotr Wysocki jest bohaterem dramatów Noc listopadowa (1904) Stanisława Wyspiańskiego, III części Dziadów (1832) Adama Mickiewicza, „Niebezpiecznie panie Mochnacki” Jerzego Mikke, powieści Edmunda Jezierskiego: „Noc Listopadowa (Piotr Wysocki)”, „W pętlach bezwładu”, Walerego Przyborowskiego „Reduta Woli”, Jerzego Andrzejewskiego „100 lat temu i dziś”. Sprzysiężenie Wysockiego przedstawiono jako spisek koronacyjny w dramacie Kordian (1834) Juliusza Słowackiego, gdzie pewne cechy Piotra Wysockiego niesie postać Podchorążego.
W scenie „Salon warszawski” w III części Dziadów Wysocki wypowiada zdanie:
  Powiedz raczej: na wierzchu. Nasz naród jak lawa,

  Z wierzchu zimna i twarda, sucha i plugawa,

  Lecz wewnętrznego ognia sto lat nie wyziębi;

  Plwajmy na tę skorupę i zstąpmy do głębi.
Piotr Wysocki jest również bohaterem piosenki Jacka Kaczmarskiego pt. „Starość Piotra Wysockiego”.
W fabularyzowanym filmie dokumentalnym pt. Powstanie listopadowe 1830–1831 w reżyserii Lucyny Smolińskiej z 1980 w postać Piotra Wysockiego wcielił się aktor Karol Strasburger.
Film Fucha (1983) w reżyserii Michała Dudziewicza (na podstawie opowiadania Jana Himilsbacha „Partanina”) jest fabularną opowieścią o renowacji grobu Piotra Wysockiego.

## Upamiętnienie Piotra Wysockiego w polskich miastach
Ulica Piotra Wysockiego jest jedną z największych ulic warszawskiego Targówka. Swój początek przy północno-wschodnim narożniku Cmentarza Bródnowskiego, a kończy się przy Trasie Toruńskiej.
We Wrocławiu, na Sępolnie łączy ulice Adama Mickiewicza z Kosynierów Gdyńskich krzyżując się z ulicą Belwederczyków. Dodatkowo, we Wrocławiu, znajduje się XV Liceum Ogólnokształcące im. Piotra Wysockiego.

## Drzewo genealogiczne
|                        |                        | Kazimierz Wysocki             | Kazimierz Wysocki             | Kazimierz Wysocki             | Kazimierz Wysocki             | Kazimierz Wysocki             | Kazimierz Wysocki             |                         |                         |                         |                         |                         |                         | Anna Zebrzydowska                      | Anna Zebrzydowska                      | Anna Zebrzydowska                      | Anna Zebrzydowska                      | Anna Zebrzydowska                      | Anna Zebrzydowska                      |                               |                               |  |  |                      |                      |                      |                      |                      |                      |  |  |                                     |                                     |                                     |                                     |                                     |                                     |
|                        |                        | Kazimierz Wysocki             | Kazimierz Wysocki             | Kazimierz Wysocki             | Kazimierz Wysocki             | Kazimierz Wysocki             | Kazimierz Wysocki             |                         |                         |                         |                         |                         |                         | Anna Zebrzydowska                      | Anna Zebrzydowska                      | Anna Zebrzydowska                      | Anna Zebrzydowska                      | Anna Zebrzydowska                      | Anna Zebrzydowska                      |                               |                               |  |  |                      |                      |                      |                      |                      |                      |  |  |                                     |                                     |                                     |                                     |                                     |                                     |
|                        |                        |                               |                               |                               |                               |                               |                               |                         |                         |                         |                         |                         |                         |                                        |                                        |                                        |                                        |                                        |                                        |                               |                               |  |  |                      |                      |                      |                      |                      |                      |  |  |                                     |                                     |                                     |                                     |                                     |                                     |
|                        |                        |                               |                               |                               |                               |                               |                               |                         |                         |                         |                         |                         |                         |                                        |                                        |                                        |                                        |                                        |                                        |                               |                               |  |  |                      |                      |                      |                      |                      |                      |  |  |                                     |                                     |                                     |                                     |                                     |                                     |
|                        |                        | Antoni Wysocki                | Antoni Wysocki                | Antoni Wysocki                | Antoni Wysocki                | Antoni Wysocki                | Antoni Wysocki                |                         |                         |                         |                         |                         |                         | Teresa NN                              | Teresa NN                              | Teresa NN                              | Teresa NN                              | Teresa NN                              | Teresa NN                              |                               |                               |  |  |                      |                      |                      |                      |                      |                      |  |  |                                     |                                     |                                     |                                     |                                     |                                     |
|                        |                        | Antoni Wysocki                | Antoni Wysocki                | Antoni Wysocki                | Antoni Wysocki                | Antoni Wysocki                | Antoni Wysocki                |                         |                         |                         |                         |                         |                         | Teresa NN                              | Teresa NN                              | Teresa NN                              | Teresa NN                              | Teresa NN                              | Teresa NN                              |                               |                               |  |  |                      |                      |                      |                      |                      |                      |  |  |                                     |                                     |                                     |                                     |                                     |                                     |
|                        |                        |                               |                               |                               |                               |                               |                               |                         |                         |                         |                         |                         |                         |                                        |                                        |                                        |                                        |                                        |                                        |                               |                               |  |  |                      |                      |                      |                      |                      |                      |  |  |                                     |                                     |                                     |                                     |                                     |                                     |
|                        |                        |                               |                               |                               |                               |                               |                               |                         |                         |                         |                         |                         |                         |                                        |                                        |                                        |                                        |                                        |                                        |                               |                               |  |  |                      |                      |                      |                      |                      |                      |  |  |                                     |                                     |                                     |                                     |                                     |                                     |
|                        |                        | Jan Wysocki (1754 – ok. 1808) | Jan Wysocki (1754 – ok. 1808) | Jan Wysocki (1754 – ok. 1808) | Jan Wysocki (1754 – ok. 1808) | Jan Wysocki (1754 – ok. 1808) | Jan Wysocki (1754 – ok. 1808) |                         |                         |                         |                         |                         |                         | Katarzyna Brzumińska (1770 – ok. 1818) | Katarzyna Brzumińska (1770 – ok. 1818) | Katarzyna Brzumińska (1770 – ok. 1818) | Katarzyna Brzumińska (1770 – ok. 1818) | Katarzyna Brzumińska (1770 – ok. 1818) | Katarzyna Brzumińska (1770 – ok. 1818) |                               |                               |  |  |                      |                      |                      |                      |                      |                      |  |  |                                     |                                     |                                     |                                     |                                     |                                     |
|                        |                        | Jan Wysocki (1754 – ok. 1808) | Jan Wysocki (1754 – ok. 1808) | Jan Wysocki (1754 – ok. 1808) | Jan Wysocki (1754 – ok. 1808) | Jan Wysocki (1754 – ok. 1808) | Jan Wysocki (1754 – ok. 1808) |                         |                         |                         |                         |                         |                         | Katarzyna Brzumińska (1770 – ok. 1818) | Katarzyna Brzumińska (1770 – ok. 1818) | Katarzyna Brzumińska (1770 – ok. 1818) | Katarzyna Brzumińska (1770 – ok. 1818) | Katarzyna Brzumińska (1770 – ok. 1818) | Katarzyna Brzumińska (1770 – ok. 1818) |                               |                               |  |  |                      |                      |                      |                      |                      |                      |  |  |                                     |                                     |                                     |                                     |                                     |                                     |
|                        |                        |                               |                               |                               |                               |                               |                               |                         |                         |                         |                         |                         |                         |                                        |                                        |                                        |                                        |                                        |                                        |                               |                               |  |  |                      |                      |                      |                      |                      |                      |  |  |                                     |                                     |                                     |                                     |                                     |                                     |
|                        |                        |                               |                               |                               |                               |                               |                               |                         |                         |                         |                         |                         |                         |                                        |                                        |                                        |                                        |                                        |                                        |                               |                               |  |  |                      |                      |                      |                      |                      |                      |  |  |                                     |                                     |                                     |                                     |                                     |                                     |
| Józef (1792 – ok.1879) | Józef (1792 – ok.1879) | Józef (1792 – ok.1879)        | Józef (1792 – ok.1879)        | Józef (1792 – ok.1879)        | Józef (1792 – ok.1879)        |                               |                               | Piotr Jacek (1797–1875) | Piotr Jacek (1797–1875) | Piotr Jacek (1797–1875) | Piotr Jacek (1797–1875) | Piotr Jacek (1797–1875) | Piotr Jacek (1797–1875) |                                        |                                        | Urszula Katarzyna (1802–1803)          | Urszula Katarzyna (1802–1803)          | Urszula Katarzyna (1802–1803)          | Urszula Katarzyna (1802–1803)          | Urszula Katarzyna (1802–1803) | Urszula Katarzyna (1802–1803) |  |  | Jan Karol (1806 – ?) | Jan Karol (1806 – ?) | Jan Karol (1806 – ?) | Jan Karol (1806 – ?) | Jan Karol (1806 – ?) | Jan Karol (1806 – ?) |  |  | Stanisław Florian (1808 – ok. 1820) | Stanisław Florian (1808 – ok. 1820) | Stanisław Florian (1808 – ok. 1820) | Stanisław Florian (1808 – ok. 1820) | Stanisław Florian (1808 – ok. 1820) | Stanisław Florian (1808 – ok. 1820) |